# Victorian College for the Deaf
Victorian College for the Deaf, dont le nom est couramment abrégé en VCD, est une école pour sourds, située à St Kilda Road, dans la ville de Melbourne, en Australie. Elle a été fondée en 1860 par Frederick John Rose.

## Histoire

### Noms historiques
- 1862 - 1949 : Victorian Deaf and Dumb Institution
- 1949 - 1995 : Victorian School for Deaf Children (VSDC)
- Depuis 1995 : Victorian College for the Deaf (VCD)